# ファーザー・エクスプロレイションズ
『ファーザー・エクスプロレイションズ』（Further Explorations）は、アメリカ合衆国のジャズ・ピアニスト、ホレス・シルヴァーが1958年に録音・発表したスタジオ・アルバム。

## 解説
1957年夏、元マックス・ローチ・グループのクリフォード・ジョーダンがシルヴァーのクインテットに加入し、前任のハンク・モブレーはローチのグループに加入するというメンバー交換があった。「サファリ」はシルヴァーが1950年頃に作った曲の再演で、1952年10月9日にジーン・ラミー、アート・ブレイキーと共に録音されたヴァージョンはシングル(Blue Note 1608)として発表され、本作における再録音もシングル(Blue Note 45-1705)に収録された。
スコット・ヤナウはオールミュージックにおいて5点満点中4点を付け「詩的なアート・ファーマーと新進気鋭のクリフォード・ジョーダンが、優れたソロをたくさん披露しており、シルヴァーも当時流行していたバド・パウエル的スタイルと異なる、ファンキーで軽妙な演奏をしている」「スタンダード・ナンバーとなった新曲はないが、まとまりのある作品で、録音から40年を経ても、なおも新鮮に響く」と評している。

## 収録曲
特記なき楽曲はホレス・シルヴァー作。
1. ジ・アウトロー - "The Outlaw" - 6:08
2. メランコリー・ムード - "Melancholy Mood" - 6:36
3. ピラミッド - "Pyramid" - 6:39
4. ムーン・レイズ - "Moon Rays" - 10:57
5. サファリ - "Safari" - 5:12
6. イル・ウィンド - "Ill Wind" (Harold Arlen, Ted Koehler) - 6:54

## 参加ミュージシャン
- ホレス・シルヴァー - ピアノ
- アート・ファーマー - トランペット(#2を除く全曲)
- クリフォード・ジョーダン - テナー・サクソフォーン(#2を除く全曲)
- テディ・コティック - ベース
- ルイス・ヘイズ - ドラムス